# Baba a Belfrídský potok
Baba a Belfrídský potok este o arie protejată (arie specială de conservare — SAC, sit de importanță comunitară — SCI) din Republica Cehă întinsă pe o suprafață de 86,67 ha, integral pe uscat.

## Localizare
Centrul sitului Baba a Belfrídský potok este situat la coordonatele 49°27′26″N 15°51′53″E / 49.457222°N 15.864722°E.

## Înființare
Situl Baba a Belfrídský potok a fost declarat sit de importanță comunitară în aprilie 2005 pentru a proteja un număr necunoscut de specii din flora spontană și fauna sălbatică aflate în arealul zonei. Situl a fost protejat și ca arie specială de conservare în august 2012.

## Biodiversitate
Situată în ecoregiunea continentală, aria protejată conține 1 habitat natural: Păduri de fag Luzulo-Fagetum.
La baza desemnării sitului se află un număr nedeclarat de specii protejate.